# Monopsis stellarioides
Monopsis stellarioides là loài thực vật có hoa trong họ Hoa chuông. Loài này được (C.Presl) Urb. mô tả khoa học đầu tiên năm 1881.